# Reichstagswahlkreis Königreich Sachsen 2

Die Wahlkreisaufteilung des Deutschen Reichs.

Der Reichstagswahlkreis Königreich Sachsen 2 (in der reichsweiten Durchnummerierung auch Reichstagswahlkreis 286; auch Reichstagswahlkreis Löbau genannt) war der zweite Reichstagswahlkreis für das Königreich Sachsen für die Reichstagswahlen im Deutschen Reich und im Norddeutschen Bund von 1867 bis 1918.

## Wahlkreiszuschnitt
Der Wahlkreis umfasste die Amtshauptmannschaft Löbau ohne den Amtsgerichtsbezirk Herrnhut, von der Amtshauptmannschaft Bautzen den Amtsgerichtsbezirk Schirgiswalde und die Gemeinden mit Gutsbezirk Baruth, Belgern, Buchwalde, Cannewitz bei Gröditz, Drehsa, Gröditz bei Bautzen, Nechern, Rackel, Sornßig, Weicha, Wurschen und die Gemeinden Berge, Brießnitz, Cortnitz, Cosel bei Bautzen, Dubrauke, Hainitz, Kleinkunitz, Kleinsaubernitz, Großpostwitz, Wartha und Wuischke bei Weißenberg. Dies entsprach ursprünglich der Stadt Löbau und den Gerichtsamtsbezirken Bernstadt, Löbau, Weißenberg, Schirgiswalde, Neusalza und Ebersbach.
| Jahr | Einwohner |
| ---- | --------- |
| 1890 | 109.814   |
| 1895 | 111.320   |
| 1900 | 116.556   |
| 1905 | 121.767   |
| 1910 | 124.478   |

|      | Landwirtschaft | Industrie und Gewerbe | Handel und Dienstleistungen |
| ---- | -------------- | --------------------- | --------------------------- |
| 1895 | 32,7           | 55,8                  | 11,5                        |
| 1907 | 24,2           | 62,7                  | 13,1                        |

|      | Evangelisch | Katholisch |
| ---- | ----------- | ---------- |
| 1890 | 94,5        | 5,3        |
| 1905 | 92,9        | 6,8        |
| 1910 | 93,0        | 6,7        |

## Abgeordnete
| Wahl                                        | Abgeordneter                        | Partei | Bild |
| ------------------------------------------- | ----------------------------------- | ------ | ---- |
| Reichstagswahl Februar 1867 bis August 1867 | Heinrich Erdmann August von Thielau | FKV    |      |
| Reichstagswahl August 1867 bis 1874         | Karl August Mosig von Aehrenfeld    | NLP    |      |
| Reichstagswahl 1874 bis 1878                | Julius Frühauf                      | NLP    | 0    |
| Reichstagswahl 1878 bis 1881                | Emil Grützner                       | DKP    | 0    |
| Reichstagswahl 1881 bis 1887                | Gustav Fährmann                     | DFP    | 0    |
| Reichstagswahl 1887 bis 1893                | Reinhold Hoffmann                   | NLP    | 0    |
| Reichstagswahl 1893 bis 1898                | Hermann Herzog                      | FVp    | 0    |
| Reichstagswahl 1898 bis 1903                | Carl Adalbert Förster               | DKP    | 0    |
| Reichstagswahl 1903 bis 1907                | Karl Sindermann                     | SPD    | 0    |
| Reichstagswahl 1907 bis 1912                | August Weber                        | NLP    | 0    |
| Reichstagswahl 1912 bis 1918                | Hermann Krätzig                     | SPD    |      |

## Wahlen

### 1867 (Februar)
Es fand nur ein Wahlgang statt. Die Zahl der gültigen Stimmen betrug 15.337.
| Kandidat                            | Partei   | Stimmen | in % | Anmerkungen |
| ----------------------------------- | -------- | ------- | ---- | ----------- |
| Heinrich Erdmann August von Thielau | FrKonsV  | 7783    | 0    | 0           |
| Karl August Mosig von Aehrenfeld    | NLP      | 7679    | 0    | 0           |
| 0                                   | Sonstige | 75      | 0    | 0           |

### 1867 (August)
Es fand nur ein Wahlgang statt. Die Zahl der gültigen Stimmen betrug 7204.
| Kandidat                         | Partei | Stimmen | in % | Anmerkungen |
| -------------------------------- | ------ | ------- | ---- | ----------- |
| Karl August Mosig von Aehrenfeld | NLP    | 5008    | 0    | 0           |

### 1871
Es fand ein Wahlgang statt. 20.229 Männer waren wahlberechtigt. Die Zahl der abgegebenen Stimmen betrug 10.577, 43 Stimmen waren ungültig. Die Wahlbeteiligung betrug 32,5 %.
| Kandidat                         | Partei   | Stimmen | in % | Anmerkungen |
| -------------------------------- | -------- | ------- | ---- | ----------- |
| Karl August Mosig von Aehrenfeld | NLP      | 6648    | 0    | 0           |
| Graf von Seebach                 | Kons     | 3891    | 0    | 0           |
| 0                                | Sonstige | 38      | 0    | 0           |

### 1874
Es fand ein Wahlgang statt. 21.408 Männer waren wahlberechtigt. Die Zahl der abgegebenen Stimmen betrug 9923, 84 Stimmen waren ungültig. Die Wahlbeteiligung betrug 46,7 %.
| Kandidat            | Partei   | Stimmen | in % | Anmerkungen        |
| ------------------- | -------- | ------- | ---- | ------------------ |
| Julius Frühauf      | NLP      | 7401    | 0    | 0                  |
| Freiherr von Magnus | Kons     | 2450    | 0    | Rittergutsbesitzer |
| 0                   | Sonstige | 72      | 0    | 0                  |

### 1877
Es fand ein Wahlgang statt. 22.051 Männer waren wahlberechtigt. Die Zahl der abgegebenen Stimmen betrug 7425, 44 Stimmen waren ungültig. Die Wahlbeteiligung betrug 34 %.
| Kandidat       | Partei   | Stimmen | in % | Anmerkungen                     |
| -------------- | -------- | ------- | ---- | ------------------------------- |
| Julius Frühauf | NLP      | 4468    | 0    | 0                               |
| Dr. Roscher    | Kons     | 2171    | 0    | Handelskammersekretär           |
| Hähnel         | Kons     | 682     | 0    | Rittergutsbesitzer aus Kuppritz |
|                | Kons     | 27      | 0    | 0                               |
| 0              | Sonstige | 106     | 0    | 0                               |

### 1878
Es fand ein Wahlgang statt. 22.206 Männer waren wahlberechtigt. Die Zahl der abgegebenen Stimmen betrug 10.571, 30 Stimmen waren ungültig. Die Wahlbeteiligung betrug 47,8 %.
| Kandidat       | Partei   | Stimmen | in % | Anmerkungen |
| -------------- | -------- | ------- | ---- | ----------- |
| Julius Frühauf | NLP      | 3567    | 0    | 0           |
| Emil Grützner  | DKP      | 6928    | 0    | 0           |
| Keller         | S        | 50      | 0    | 0           |
| 0              | Sonstige | 26      | 0    | 0           |

### 1881
Es fand ein Wahlgang statt. 21.981 Männer waren wahlberechtigt. Die Zahl der abgegebenen Stimmen betrug 11.107, 56 Stimmen waren ungültig. Die Wahlbeteiligung betrug 50,8 %.
| Kandidat        | Partei   | Stimmen | in % | Anmerkungen          |
| --------------- | -------- | ------- | ---- | -------------------- |
| Gustav Fährmann | DFP      | 7292    | 0    | 0                    |
| Dr. Wiesand     | Kons     | 3781    | 0    | Landgerichtsdirektor |
| 0               | Sonstige | 34      | 0    | 0                    |

### 1884
Es fanden zwei Wahlgänge statt. 22.268 Männer waren wahlberechtigt. Die Zahl der abgegebenen Stimmen betrug im ersten Wahlgang 10.495, 64 Stimmen waren ungültig. Die Wahlbeteiligung betrug 47,4 %.
| Kandidat        | Partei   | Stimmen | in % | Anmerkungen |
| --------------- | -------- | ------- | ---- | ----------- |
| Gustav Fährmann | DFP      | 5146    | 0    | 0           |
|                 | NLP      | 5147    | 0    | 0           |
|                 | Zentrum  | 151     | 0    | 0           |
|                 | S        | 33      | 0    | 0           |
| 0               | Sonstige | 18      | 0    | 0           |

In der Stichwahl betrug die Zahl der abgegebenen Stimmen 16.383, 52 Stimmen waren ungültig. Die Wahlbeteiligung betrug 73,8 %.
| Kandidat        | Partei | Stimmen | in % | Anmerkungen |
| --------------- | ------ | ------- | ---- | ----------- |
| Gustav Fährmann | DFP    | 8216    | 0    | 0           |
|                 | NLP    | 8167    | 0    | 0           |

### 1887
Es fand ein Wahlgang statt. 23.279 Männer waren wahlberechtigt. Die Zahl der abgegebenen Stimmen betrug 17.895, 52 Stimmen waren ungültig. Die Wahlbeteiligung betrug 77,1 %.
| Kandidat          | Partei   | Stimmen | in % | Anmerkungen |
| ----------------- | -------- | ------- | ---- | ----------- |
|                   | DFP      | 5195    | 0    | 0           |
| Reinhold Hoffmann | NLP      | 12.146  | 0    | 0           |
|                   | S        | 550     | 0    | 0           |
| 0                 | Sonstige | 4       | 0    | 0           |

### 1890
Es fanden zwei Wahlgänge statt. 23.966 Männer waren wahlberechtigt. Die Zahl der abgegebenen Stimmen betrug im ersten Wahlgang 19.110, 49 Stimmen waren ungültig. Die Wahlbeteiligung betrug 79,7 %. Die Kartellparteien NLP und Konservative einigten sich auf den Fabrik- und Rittergutsbesitzer Hoffmann.
| Kandidat          | Partei   | Stimmen | in %   | Anmerkungen |
| ----------------- | -------- | ------- | ------ | ----------- |
| Ernst Haupt       | DFP      | 6572    | 34,5 % | 0           |
| Reinhold Hoffmann | NLP      | 9018    | 47,3 % | 0           |
| Reinhold Postelt  | SPD      | 3458    | 18,1 % | 0           |
| 0                 | Sonstige | 13      | 0,1 %  | 0           |

In der Stichwahl betrug die Zahl der abgegebenen Stimmen 20.523, 62 Stimmen waren ungültig. Die Wahlbeteiligung betrug 85,6 %. In der Stichwahl rief die SPD zur Wahl von Haupt auf.
| Kandidat          | Partei | Stimmen | in %   | Anmerkungen |
| ----------------- | ------ | ------- | ------ | ----------- |
| Ernst Haupt       | DFP    | 9245    | 45,2 % | 0           |
| Reinhold Hoffmann | NLP    | 11.212  | 54,8 % | 0           |

### 1893
Es fanden zwei Wahlgänge statt. 24.399 Männer waren wahlberechtigt. Die Zahl der abgegebenen Stimmen betrug im ersten Wahlgang 17.096, 44 Stimmen waren ungültig. Die Wahlbeteiligung betrug 70,1 %. Ursprünglich hatten sich Konservative, BdL und Antisemiten sich auf den DR-Kandidaten geeinigt. Nachdem sich die NLP diesem Bündnis nicht anschloss, gaben die Konservativen die Wahl zwischen den Kandidaten der NLP und des DR frei.
| Kandidat          | Partei   | Stimmen | in %   | Anmerkungen |
| ----------------- | -------- | ------- | ------ | ----------- |
| Oswald Zimmermann | DR       | 6318    | 37,0 % | 0           |
| Hermann Herzog    | FVP      | 4598    | 27,0 % | 0           |
| Reinhold Hoffmann | NLP      | 1658    | 9,7 %  | 0           |
| Reinhold Postelt  | SPD      | 4466    | 26,2 % | 0           |
| 0                 | Sonstige | 12      | 0,1 %  | 0           |

In der Stichwahl betrug die Zahl der abgegebenen Stimmen 17.850, 55 Stimmen waren ungültig. Die Wahlbeteiligung betrug 73,2 %. In der Stichwahl rief die SPD zur Wahl von Herzog auf. Zimmermann zog trotz der Niederlage aufgrund seiner erfolgreichen Kandidatur im Reichstagswahlkreis Königreich Sachsen 5 ebenfalls in den Reichstag ein.
| Kandidat          | Partei | Stimmen | in %   | Anmerkungen |
| ----------------- | ------ | ------- | ------ | ----------- |
| Oswald Zimmermann | DR     | 7795    | 43,8 % | 0           |
| Hermann Herzog    | FVP    | 10.000  | 56,2 % | 0           |

### 1898
Es fanden zwei Wahlgänge statt. 25.118 Männer waren wahlberechtigt. Die Zahl der abgegebenen Stimmen betrug im ersten Wahlgang 16.456, 46 Stimmen waren ungültig. Die Wahlbeteiligung betrug 65,5 %. Nach dem Misserfolg bei der letzten Wahl einigten sich Konservative, BdL, NLP und Antisemiten diesmal auf der Frei-Konservativen Fabrikanten Förster.
| Kandidat              | Partei   | Stimmen | in %   | Anmerkungen |
| --------------------- | -------- | ------- | ------ | ----------- |
| Oscar Günther         | FVP      | 3793    | 23,1 % | 0           |
| Carl Adalbert Förster | K        | 6786    | 41,2 % | 0           |
| Reinhold Postelt      | SPD      | 5756    | 35,0 % | 0           |
| Felix Porsch          | Zentrum  | 90      | 0,6 %  | 0           |
| 0                     | Sonstige | 14      | 0,1 %  | 0           |

In der Stichwahl betrug die Zahl der abgegebenen Stimmen 19.443, 113 Stimmen waren ungültig. Die Wahlbeteiligung betrug 77,4 %.
| Kandidat              | Partei | Stimmen | in %   | Anmerkungen |
| --------------------- | ------ | ------- | ------ | ----------- |
| Carl Adalbert Förster | K      | 9677    | 50,1 % | 0           |
| Reinhold Postelt      | SPD    | 9653    | 49,9 % | 0           |

### 1903
Es fand ein Wahlgang statt. 26.478 Männer waren wahlberechtigt. Die Zahl der abgegebenen Stimmen betrug 21.349, 44 Stimmen waren ungültig. Die Wahlbeteiligung betrug 80,6 %. Förster wurde erneut von Konservativen, BdL, NLP und Antisemiten unterstützt.
| Kandidat              | Partei   | Stimmen | in %   | Anmerkungen |
| --------------------- | -------- | ------- | ------ | ----------- |
| Oscar Günther         | FVP      | 2644    | 12,4 % | 0           |
| Carl Adalbert Förster | K        | 6895    | 32,3 % | 0           |
| Karl Sindermann       | SPD      | 11.334  | 53,2 % | 0           |
| Felix Porsch          | Zentrum  | 470     | 2,0 %  | 0           |
| 0                     | Sonstige | 15      | 0,1 %  | 0           |

### 1907
Es fand ein Wahlgang statt. 27.187 Männer waren wahlberechtigt. Die Zahl der abgegebenen Stimmen betrug 24.942, 83 Stimmen waren ungültig. Die Wahlbeteiligung betrug 91,7 %. Alle bürgerlichen Parteien außer dem (im Wahlkreis bedeutungslosen) Zentrum unterstützten den nationalliberalen Kandidaten.
| Kandidat           | Partei   | Stimmen | in %   | Anmerkungen |
| ------------------ | -------- | ------- | ------ | ----------- |
| August Weber       | NLP      | 13.948  | 56,1 % | 0           |
| Karl Sindermann    | SPD      | 10.441  | 42,0 % | 0           |
| Matthias Erzberger | Zentrum  | 462     | 1,9 %  | 0           |
| 0                  | Sonstige | 8       | 0,0 %  | 0           |

### 1912
Es fanden zwei Wahlgänge statt. 28.472 Männer waren wahlberechtigt. Die Zahl der abgegebenen Stimmen betrug im ersten Wahlgang 25.220, 74 Stimmen waren ungültig. Die Wahlbeteiligung betrug 88,6 %. BdL und Konservative einigten sich auf Förster als gemeinsamen Kandidaten. Die Einigung auf einen gesamtliberalen Kandidaten gelang nicht.
| Kandidat              | Partei   | Stimmen | in %   | Anmerkungen   |
| --------------------- | -------- | ------- | ------ | ------------- |
| Rahn                  | FoVP     | 3425    | 13,6 % | Dr. Professor |
| Carl Adalbert Förster | K        | 3655    | 14,5 % | 0             |
| Wehrmann              | NLP      | 5740    | 22,8 % | Pastor        |
| Herrmann Krätzig      | SPD      | 12.316  | 49,9 % | 0             |
| 0                     | Sonstige | 8       | 0,0 %  | 0             |

In der Stichwahl betrug die Zahl der abgegebenen Stimmen 26.564, 154 Stimmen waren ungültig. Die Wahlbeteiligung betrug 93,3 %. Konservative und Zentrum unterstützten in der Stichwahl Wehrmann, die FoVP gab die Wahl hingegen frei.
| Kandidat         | Partei | Stimmen | in %   | Anmerkungen |
| ---------------- | ------ | ------- | ------ | ----------- |
| Wehrmann         | NLP    | 12.764  | 48,3 % | Pastor      |
| Herrmann Krätzig | SPD    | 13.646  | 51,7 % | 0           |